# Jettingsdorf
Jettingsdorf ist ein Gemeindeteil der Stadt Berching im Landkreis Neumarkt in der Oberpfalz. Das Dorf liegt an der Staatsstraße 2388. Kirchlich gehört es zur Filialkirche Sollngriesbach der Pfarrei Berching im Dekanat Neumarkt in der Oberpfalz.
Am 1. Juli 1972 wurde Rudertshofen gemeinsam mit Hagenberg, Jettingsdorf und Wirbertshofen eingemeindet.